# Ochernova
Ochernova is een geslacht van haften (Ephemeroptera) uit de familie Neoephemeridae.

## Soorten
Het geslacht Ochernova omvat de volgende soorten:
- Ochernova tshernovae